# 聖安斯加爾主教座堂
聖安斯加爾主教座堂（丹麥語：Sankt Ansgars Kirke — Katolsk Domkirke）是位於丹麥哥本哈根的一座羅馬天主教的教堂，也是天主教哥本哈根教區的主教座堂。教堂奉獻於1842年，並在1941年成為主教座堂。

## 外部連結
- 官方網站 （页面存档备份，存于）